# Шелеховское муниципальное образование (Шелеховский район)
Шелеховское муниципальное образование — муниципальное образование в составе 
Шелеховского района Иркутской области.
Административный центр — город Шелехов.

## Границы
Согласно закону «О статусе и границах муниципальных образований Шелеховского района Иркутской области» 

«…На севере Шелеховское муниципальное образование (городское поселение) граничит с Баклашинским муниципальным образованием. Граница проходит севернее городского кладбища, далее огибая с севера гаражные кооперативы, по подошве северного склона, ограничивающего урочище «Калтус», пересекая автодорогу «Шелехов - Баклаши» проходит по границе земель ЗАО «Ангарское» и индивидуальной жилой застройкой до границы разрабатываемого карьера ЖБК, пересекая его в северном направлении, далее в северо-восточном направлении, пересекая разработки ПГС заводом нерудных материалов карьер с южной и восточной сторон ур. Борки, далее по границе ЗАО «Ангарского», огибая с севера искусственные водоёмы (отработанные карьеры) выходит на границу Шелеховского района и проходит до полосы отвода 3-го пути ВСЖД. На востоке граница Шелеховского муниципального образования (городского поселения) проходит по границе Шелеховского района по полосе отвода 3-го пути ВСЖД включая садоводства «Юность», «Автомобилист», «Багульник», «Кедр», «Заря» включая их далее пересекая 3-й путь и основной путь ВСЖД, огибает с востока садоводство «Восточный сибиряк», «Дружба», пересекает автодорогу «Иркутск - Чита», далее вверх по р. Олха до се-веро - западного угла 29 квартала Шелеховского сельского лесхоза. Далее Шелеховское муниципальное образование (городское поселение) граничит с Олхинским муниципальным образованием, граница проходит вверх 2,5 км по руслу р. Олха и далее на запад, пересекая автодорогу Шелехов - Большой Луг и пути ВСЖД. На юге и западе Шелеховское муниципальное образование (городское поселение) граничит с Баклашинским муниципальным образованием. Граница проходит севернее шламохранилища ЗАО «Кремний» в западном направлении на 3600 м и далее в северо-западном направлении, пересекая автодорогу «Иркутск -Чита» до городского кладбища.».

## Населенные пункты
В состав муниципального образования входят населенные пункты :
- город Шелехов